# District de la vallée du Haut Dibang
Le district de la vallée du Haut Dibang est un district de l'État de l'Arunachal Pradesh, en Inde.

## Géographie
Au recensement de 2011, sa population compte 7 948 habitants.
Son chef-lieu est la ville de Anini. 